# Best of the 'B' Sides
Albums de Iron Maiden
Ed Hunter
(1999) Edward the Great
(2002)
Best of the 'B' Sides est un double album regroupant la plupart des face B des singles du groupe de heavy metal britannique, Iron Maiden. Il est sorti le 4 novembre 2002  sur le label EMI.

## Présentation
Cet album couvre la période du premier single Running Free (1980) à Out of the Silent Planet (2000). Si la plupart des titress sont présents, il manque notamment Total Eclipse du single Run to the Hills, Mission from Arry de 2 Minutes to Midnight, Bayswater Ain't A Bad Place To Be qui est un titre caché du single Be Quick or Be Dead ainsi que I Live My Way face B du single Man on the Edge et la version de la chanson de Thin Lizzy, Massacre qui complétait le single Can I Play with Madness. Certaines faces B de titres enregistrées en public ne sont pas représentés sur cette compilation.
Beaucoup de titres qui composent cette compilation sont des reprises de groupes qui ont influencé les différents membres du groupe. Parmi ces groupes, on peut citer UFO, Led Zeppelin, Jethro Tull, Free, The Who ou Montrose. 
Ce double album fait partie du coffret, Eddie's Archive aux côtés des albums Beast over Hammersmith et BBC Archives.

## Liste des titres

### Disque 1
| No  | Titre                                                        | Auteur                        | Face A                           | Durée |
| --- | ------------------------------------------------------------ | ----------------------------- | -------------------------------- | ----- |
| 1.  | Burning Ambition                                             | Steve Harris                  | Running Free, 1980               | 2:42  |
| 2.  | Drifter (live)                                               | Harris                        | Sanctuary, 1980                  | 6:03  |
| 3.  | Invasion (reprise de Skyhooks)                               | Harris                        | Women in Uniform, 1980           | 2:39  |
| 4.  | Remember Tomorrow (live)                                     | Di'Anno, Harris               | The Number of the Beast, 1982    | 3:45  |
| 5.  | I Got the Fire (reprise de Montrose)                         | Ronnie Montrose               | Flight of Icarus, 1983           | 2:39  |
| 6.  | Cross-Eyed Mary (reprise de Jethro Tull)                     | Ian Anderson                  | The Trooper, 1983                | 3:56  |
| 7.  | Rainbow's Gold (reprise de Beckett)                          | Terry Slesser, Kenny Mountain | 2 Minutes to Midnight, 1984      | 4:59  |
| 8.  | King of Twilight (reprise de Nektar)                         | Nektar                        | Aces High, 1984                  | 4:53  |
| 9.  | Reach Out (reprise de The Entire Population of Hackney (en)) | Dave Colwell                  | Wasted Years, 1986               | 3:33  |
| 10. | That Girl (reprise de FM)                                    | Goldsworthy, Barnett, Jupp    | Stranger in a Strange Land, 1986 | 5:05  |
| 11. | Juanita (reprise de Marshall Fury)                           | Steve Barnacle, Derek O'Neil  | Stranger in a Strange Land, 1986 | 3:47  |
| 12. | Sheriff of Huddersfield                                      | Iron Maiden                   | Wasted Years (12"), 1986         | 3:35  |
| 13. | Black Bart Blues                                             | Harris, Bruce Dickinson       | Can I Play with Madness, 1988    | 6:41  |
| 14. | Prowler ('88 version)                                        | Harris                        | The Evil that Men Do, 1988       | 4:09  |
| 15. | Charlotte the Harlot ('88 version)                           | Dave Murray                   | The Evil that Men Do, 1988       | 4:13  |

### Disque 2
| No  | Titre                                                                               | Auteur                                   | Face A                                        | Durée |
| --- | ----------------------------------------------------------------------------------- | ---------------------------------------- | --------------------------------------------- | ----- |
| 1.  | All in Your Mind (reprise de Stray (en))                                            | Del Bromham                              | Holy Smoke, 1990                              | 4:27  |
| 2.  | Kill Me Ce Soir (reprise de Golden Earring)                                         | Kooymans, Hay, Fenton                    | Holy Smoke, 1988                              | 6:17  |
| 3.  | I'm a Mover (reprise de Free)                                                       | Andy Fraser, Paul Rodgers                | Bring Your Daughter... to the Slaughter, 1990 | 3:29  |
| 4.  | Communication Breakdown (reprise de Led Zeppelin)                                   | John Bonham, Jimmy Page, John Paul Jones | Bring Your Daughter... to the Slaughter, 1990 | 2:42  |
| 5.  | Nodding Donkey Blues                                                                | Iron Maiden                              | Be Quick or Be Dead, 1992                     | 3:17  |
| 6.  | Space Station N°5 (Reprise de Montrose)                                             | Montrose, Sammy Hagar                    | Be Quick or Be Dead, 1992                     | 3:47  |
| 7.  | I Can't See My Feelings (reprise de Budgie)                                         | Tony Bourge, Burke Shelley               | From Here to Eternity, 1992                   | 3:50  |
| 8.  | Roll Over Vic Vella (reprise de Roll Over Beethoven (avec des paroles différentes)) | Chuck Berry                              | From Here to Eternity, 1992                   | 4:48  |
| 9.  | Justice of the Peace                                                                | Harris, Murray                           | Man on the Edge, 1995                         | 3:33  |
| 10. | Judgement Day                                                                       | Blaze Bayley, Janick Gers                | Man on the Edge, 1995                         | 10:27 |
| 11. | My Generation (reprise de The Who)                                                  | Pete Townshend                           | Lord of the Flies, 1996                       | 3:37  |
| 12. | Doctor Doctor                                                                       | Phil Mogg, Michael Schenker              | Lord of the Flies, 1996                       | 4;57  |
| 13. | Blood on the World's Hands (live)                                                   | Harris                                   | The Angel and the Gambler, 1998               | 6:07  |
| 14. | The Aftermath (live)                                                                | Bayley, Harris, Gers                     | The Angel and the Gambler, 1998               | 6:45  |
| 15. | Futureal (live)                                                                     | Harris                                   | The Wickerman                                 | 3:01  |
| 16. | Wasted Years (live)                                                                 | Adrian Smith                             | Out of the Silent Planet                      | 5:00  |

## Musiciens
- Paul Di'Anno: chant (disc 1; titres 1 à 3)
- Bruce Dickinson: chant (disc 1: titres de 4 à 8 et 10 à 15; disc 2, titres de 1 à 8, 15 et 16), chœurs (disc 1: titre 9)
- Blaze Bayley: chant (disc 2:  titres de 9 à 14)
- Steve Harris: basse sur tous les titres
- Dave Murray: guitare sur tout les titres
- Dennis Stratton: guitare (disc 1: titres 2 et 3)
- Adrian Smith: guitare (disc 1: Titres de 4 à 15; disc 2: titres 15 et 16), chant  (disc 1: titre 9)
- Janick Gers: guitare sur tout le disc 2
- Doug Sampson: batterie, percussion (disc 1: titre 1)
- Clive Burr: batterie, percussions (disc 1: titres 2, 3 et 4)
- Nicko McBrain: batterie, percussion (disc 1 : titres 5 à 15 et tout les titres du disc 2)